# Aruba ai XVII Giochi paralimpici estivi
Aruba ha partecipato ai XVII Giochi paralimpici estivi che si sono svolti a Parigi in Francia, dal 28 agosto all'8 settembre 2024, con una delegazione di un atleta uomo, che ha gareggiato in una disciplina.

## Taekwondo
| Atleta                | Evento         | Ottavi di finale        | Quarti di finale     | Semifinale           | Finale / Finale per il bronzo | Posizione       |
| Atleta                | Evento         | Avversario Risultato    | Avversario Risultato | Avversario Risultato | Avversario Risultato          | Posizione       |
| --------------------- | -------------- | ----------------------- | -------------------- | -------------------- | ----------------------------- | --------------- |
| Elliot Andre Loonstra | Maschile 80 kg | Andrés Molina P (10-12) | non qualificato      | non qualificato      | non qualificato               | non qualificato |